# يان زافيك
يان زافيك (بالسلوفينية: Dejan Zavec)‏ مواليد 13 مارس 1976 في جمهورية يوغوسلافيا الاشتراكية الاتحادية، هو ملاكم محترف سلوفيني يصنف ضمن فئة وزن خفيف المتوسط. حقق بطولة الاتحاد الدولي للملاكمة.

## إحصائيات
خاض خلال مسيرته 40 نزالا، فاز في 35 وخسر في 4. فاز بالضربة القاضية في 19 نزالا.

## وصلات خارجية
- يان زافيك على موقع IMDb (الإنجليزية)
- يان زافيك على موقع بوكس ريك (الإنجليزية) (registration required)

- الموقع الرسمي